# 1843 v loďstvech
Tento článek obsahuje významné události v oblasti loďstev v roce 1843.

## Lodě vstoupivší do služby
- 4. ledna –  USS Saratoga – 22dělová šalupa
- 18. února –  USS Truxtun – 12dělová briga
- 9. září –  USS Princeton – šalupa
- 19. září –  USS Lawrence – 10dělová briga
- 13. října –  USS Perry – 8dělová briga
- USRC Active – kutr
- HMS Albion – 90dělová řadová loď 2. třídy
- USS Onkahye – škuner
- USS Union